# Helictotrichon sumatrense
Helictotrichon sumatrense är en gräsart som beskrevs av Jisaburo Ohwi. Helictotrichon sumatrense ingår i släktet Helictotrichon och familjen gräs. Inga underarter finns listade i Catalogue of Life.